# Прощання Гектора з Андромахою (картина)
«Прощання Гектора з Андромахою» — картина художника Антона Лосенка (1737—1773), написана в 1773 році. Належить Третьяковській галереї. Розмір картини — 156,3 × 212,5 см

## Історія
Антон Лосенко працював над полотном на замовлення імператриці Катерини II. Художник використав текст «Іліади» французькою мовою з власної бібліотеки. Книга була проілюстрована гравюрами, на одній з яких була зображена сцена прощання Гектора і Андромахи. Мистецтвознавці вважають, що Лосенко міг також користуватися працею італійського історика XIII століття Гвідо де Колумна під назвою «Історія про розорення Трої, столичного граду Фригійського царства, з різних древніх письменників зібрана» — до часу написання картини з'явилося вже кілька видань цієї праці російською мовою.
Деякі деталі полотна художника залишилися не цілком завершеними через смерть художника. Картина стояла на мольберті в майстерні Лосенка до останніх днів його життя.
Протягом півстоліття картина «Прощання Гектора з Андромахою» вважалася в російському живописі «еталоном історичної класицистичної картини» — до тих пір, поки в 1824 році Федір Бруні не написав полотно «Смерть Камілли, сестри Горація».
|  |  |  |  |

## Сюжет
Сюжет картини заснований на подіях Троянської війни, описаних в «Іліаді» Гомера. Головний воєначальник троянців Гектор збирається на битву з греками-ахейцями, які тримають в облозі місто Трою. Біля Скейських воріт, через які він збирається вийти, Гектор зустрічає свою дружину Андромаху, яка тримає на руках малолітнього сина Астіанакса.
Передчуваючи біду, Андромаха вмовляє чоловіка не ризикувати життям: «Змилуйся ж ти наді мною і з нами залишися на вежі, / Синові, не зроби ти сірим, дружини не зроби вдовою». Але патріотичні почуття Гектора перемагають. Гектор передчуває поразку свого війська і загибель Трої, але на благання Андромахи не погоджується. Гектор спробував обійняти сина, але той відскочив від батька, «яскравою міддю переляканий і гребенем косматоволосатим». Знявши з голови шолом, якого злякалась дитина, Гектор взяв Астіанакса і звернувся з благанням до богів, щоб син був сильним і царював у Трої.
Момент патетичного звернення Гектора до богів і зобразив Лосенко на картині. Тему прощання троянського героя з родиною художник об'єднує з темою патріотичного подвигу і громадянського обов'язку, з присягою Гектора у вірності своєму народові, вираженої в його прагненні «Чашу свободи поставити в обителях наших вільних».

## Опис
Композиція картини має кілька груп людей. До центральної групи належать Гектор, Андромаха з Астіанаксом, ліворуч від них стоїть служниця, їх оточують дві групи троянських воїнів. Праворуч на задньому плані є ще одна група, до якої належать коняр і озброєна свита.
Гектор показаний народним героєм, сповненим самовідданості. Він стоїть біля Андромахи, тримаючи правою рукою маленьку ручку сина. Промовляючи слова присяги, він простягнув ліву руку убік, показуючи звернення до всіх троянців. Це підкреслює обране художником трактування головного героя, згідно з яким він є і люблячим батьком, і вірним громадянином Трої. Розміщення Гектора в центрі картини підкреслюється його червоним плащем — гіматієм, який розвивається на вітрі. Вираз обличчя, спрямований до неба погляд і відкритий рот свідчать про щирість його клятви. За словами мистецтвознавця Авраама Кагановича, «особа Гектора, його фігура не викликають в пам'яті античний прообраз, вони так само реальні, як і модель, якою без сумніву користувався художник». Одяг Гектора написаний у мальовничих традиціях XVIII століття і більш нагадує бароко, ніж класичний стиль, а в його зовнішності «набагато більше реальної простоти, ніж епічної величі». Головний зміст образу Гектора у Лосенка в тому, що він «сповнений сили, віри в перемогу високого патріотичного пориву». Тому цей образ героя-троянця викликав у глядача не просте співчуття, а почуття щирої поваги.
Образ Андромахи також займає центральне місце в композиції картини, але є, на думку Кагановича, менш вдалим, ніж образ Гектора, зокрема, тому що «він більше за інших відчув на собі вплив абстрактної класики». З маленьким сином на руках, вона звернена до Гектора і уважно вслухається в його слова. Образ дружини Гектора був не цілком закінчений художником — зокрема, обличчя й очі Андромахи «тільки підготовлені для живопису», а на її одязі можна помітити «велику кількість намічених і ще не виявлених складок».  Образ служниці також належить до центральної групи. Вона є характерним персонажем картини, і її образ присутній у підготовчих ескізах Лосенко. Вона плаче, витираючи сльози кінцем своєї косинки; її костюм мало відрізняється від звичайного одягу XVIII століття. Мабуть, художника приваблював цей «образ чутливої жінки, зворушливої своєю добротою і щирістю переживань», який розглядався як «цілком реальний образ простої людини з народу». Служниця ніби є складовою частиною образу Андромахи, тісно і нерозривно пов'язана з ним, невіддільна від нього.
Права група складається з п'яти фігур. До них відносяться юнак, який підтримує щит, хлопчик з шоломом Гектора (тим самим, який налякав Астіанакса), високорослий воїн в обладунках і з султаном на шоломі, ще один воїн з темною бородою, а також молодий троянець, що виглядає з-за його спини і з захопленням дивиться на Гектора. Зображення чорнобородого воїна вважається одним з найбільш вдалих в картині, незважаючи на те, що він «нескінченно далекий від античного ідеалу».
Мистецтвознавці також відзначають велику майстерність художника, виявлену ним при створенні образів воїнів, які сидять і стоять в лівій частині картини, які теж сприймаються як учасники композиції. До них можна віднести і вершника з прапором, що знаходиться за спиною служниці.
Значну роль в композиції полотна відіграє архітектурне тло — Лосенко прагнув якомога ширше скористатися його можливостями і зробити його активним елементом і важливим фактором образної виразності картини. У XVIII столітті ніхто не мав уявлення про те, як виглядали будівлі, стіни, ворота і оборонні укріплення Трої — Лосенко писав свою картину за сотню років до того, як у 1870-х роках археологічна експедиція Генріха Шлімана почала розкопки на місці справжньої Трої. Головним джерелом інформації для художника була «Іліада», яка рясніла поетичними перебільшеннями. На картині Лосенко архітектурний образ стародавнього міста виглядає вельми грандіозно — «висока стіна з низкою доричних колон, величезні, в античному дусі ворота і фортечні вежі на другому плані створюють враження справжньої величі».

## Етюди і ескізи
У Третьяковській галереї також зберігається однойменний ескіз картини «Прощання Гектора з Андромахою» (полотно, олія, 48,3 × 63,5 см, Ж-1062). Рада Третьяковської галереї придбала ескіз у 1917 році у московського колекціонера Н. С. Гаврилова. Відзначаючи цілісність колористичного середовища, Авраам Каганович писав, що «в російському історичному живописі XVIII століття цей ескіз зберігає унікальне становище наймальовничішого твору».
Збереглася й низка малюнків, створених Лосенко при підготовці до написання картини. Зокрема, в зборах Державного Російського музею зберігається ескіз, який є одним з ранніх варіантів композиційної побудови майбутнього полотна. На відміну від картини і мальовничого ескізу, на цьому малюнку Гектор знаходиться ліворуч від Андромахи і служниці, витягнувши праву (а не ліву) руку. У Російському музеї також зберігається підготовчий малюнок до образу служниці, виконаний на невеликому подовженому у вертикальному напрямку аркуші, а також начерк до трьох фігур з правої групи, виконаний олівцем із застосуванням крейди. Ще один малюнок-етюд знаходиться в зборах Третьяковської галереї — на ньому зображений юнак зі щитом. Малюнок «відрізняється великою майстерністю виконання, вірністю пропорцій і повною ясністю характеру моделі». 

## Відгуки
Письменник Михайло Муравйов згадував, з яким задоволенням сприймали картину Лосенка. У його прощанні Гектора і Андромахи пізнавали Гомера. Чоло героя відверте… мужність батька, приємним чином протиставлена ніжності і страхам матері. "Бачачи одні риси тільки, ми вгадували думки їх і чули, здається, розмови".
Мистецтвознавець Олексій Савінов відзначав, що, як і в своїй більш ранній картині «Володимир і Рогнеда» (1770, ДРМ), в «Прощанні Гектора з Андромахою» Лосенко «з'єднував велике і просте, театральну піднесеність і життєву природність», використовуючи різноманітність художніх прийомів в пошуках більшої виразності змісту. До елементів оригінального стилю Антона Лосенка, на думку Савінова, відносяться «сувора, чітка композиція, просторовість побудови, сильні контрасти кольору і тіні, мальовничість картини в цілому, суворість поруч з емоційною піднесеністю».
Мистецтвознавець Авраам Каганович називав полотно зрілою роботою, яка в повній мірі демонструє «високі професійні здібності художника як композитора, художника і живописця», а також «його погляди на закономірності побудови історичного полотна». Після смерті Лосенка ці особливості побудови картини були взяті на озброєння його учнями.